# Carl Montano
Carl Michael Montano (* 11. September 1983) ist ein philippinischer Eishockeyspieler, der seit 2022 bei den Manila Sharks in der philippinischen Liga spielt.

## Karriere
Carl Montano begann seine Karriere bei den Manila Sharps in der Manila Ice Hockey League. 2018 wechselte er in die höherklassige philippinische Eishockeyliga. Nachdem er zunächst für die Manila Bearcats aktiv gewesen war, ging er 2019 zu den Philippine Eagles. Seit 2022 ist er für die Manila Sharks aktiv.

### International
Für die philippinische Nationalmannschaft spielte Montano erstmals bei den Winter-Asienspielen 2017, bei denen die Mannschaft den dritten Platz in der Division II erreichte. Es folgten Teilnahmen beim IIHF Challenge Cup of Asia 2018 und 2019. Bei den Südostasienspielen 2017 gelang ihm mit den Philippinen der Sieg, während es 2019 zur Bronzemedaille reichte.
Bei der Weltmeisterschaft 2023 in der Division IV, trug er als Torschützenkönig (gemeinsam mit seinem Landsmann Kenwrick Sze) maßgeblich zum Aufstieg in die Division III bei.

## Erfolge und Auszeichnungen
- 2017 Goldmedaille bei den Südostasienspielen
- 2018 Bronzemedaille beim IIHF Challenge Cup of Asia
- 2019 Silbermedaille beim IIHF Challenge Cup of Asia
- 2019 Bronzemedaille bei den Südostasienspielen
- 2023 Torschützenkönig der Weltmeisterschaft der Division IV
- 2023 Aufstieg in die Division III, Gruppe B, bei der Weltmeisterschaft der Division IV